# Celleporaria projecta
Celleporaria projecta är en mossdjursart som först beskrevs av Okada och Shunsuke F. Mawatari 1937.  Celleporaria projecta ingår i släktet Celleporaria och familjen Lepraliellidae. Inga underarter finns listade i Catalogue of Life.